# Walter Radunski
Walter Radunski (* 14. Oktober 1924) ist ein ehemaliger deutscher Fußballspieler, der Anfang der 1950er Jahre für den VfB Pankow bzw. die BSG Einheit Pankow Erstligafußball in der Oberliga des DDR-Sportausschusses (DS) spielte.

## Sportliche Laufbahn
Radunski wurde erstmals in der Berliner Presse wahrgenommen, als er 1949 mit der SG Nord in die höchste Berliner Fußballklasse, die Stadtliga, aufgestiegen war. Als VfL Nord spielte die Mannschaft 1949/50 eine Saison in der Stadtliga und stieg danach wieder ab. Radunski wechselte daraufhin zum VfB Pankow. Der VfB spielte bisher in der Gesamtberliner Stadtliga, als jedoch der Verband Berliner Ballspielvereine 1950 das Vertragsspielersystem einführte, nahm dies die Sportführung der DDR zum Anlass, ihre Fußballmannschaften aus dem Gesamtberliner Spielbetrieb herauszulösen und in das DDR-Ligensystem einzugliedern. Demzufolge wurde der VfB Pankow in die DS-Oberliga integriert. Da mehrere VfB-Spieler diesen Wechsel zum Anlass nahmen, den Verein zu verlassen, war der VfB gezwungen, eine nahezu neue Mannschaft u. a. mit Radunski aufzubauen. Es erwies sich schnell, dass diese Mannschaft nicht erstligatauglich war. Bevor Radunski am 8. Spieltag als Rechtsverteidiger in die Oberligamannschaft einstieg, hatte der VfB bereits fünf Niederlagen erlitten und wies ein Torkonto von 9:27 auf. Bis zum Saisonende bestritt Radunski 25 Punktspiele, wobei er auch viermal als Torwart aushalf. In der Regel stand er auf der rechten Verteidigerposition und erzielte drei Tore. Nach Abschluss der Spielzeit war der VfB Pankow Tabellenletzter und stand als Absteiger fest. 
Nach dem Saisonende wurde ein Großteil der VfB-Mannschaft von der Betriebssportgemeinschaft (BSG) Einheit Pankow übernommen. Die BSG wurde ohne sportliche Qualifikation auf Geheiß der DDR-Führung anstelle des VfB in die DS-Oberliga eingegliedert, da die „Hauptstadt der DDR“ unbedingt neben der BSG Motor Oberschöneweide eine weitere Erstligamannschaft aufweisen musste. Erneut verließen mehrere Spieler die Pankower Mannschaft, sodass wieder ein Neuaufbau erfolgen musste. Radunski gehörte zum alten Spielerstamm und war auch in der Saison 1951/52 Stammspieler der Oberligamannschaft der BSG Einheit. Diesmal kam er auf 34 Punktspieleinsätze, hauptsächlich als linker Verteidiger, aber ohne Torerfolg. Wie beim VfB war es auch der BSG nicht gelungen, eine Mannschaft zu formen, die in der Oberliga mithalten konnte. Sie beendete die Saison ebenfalls als Absteiger auf dem letzten Tabellenplatz mit nur fünf Siegen in 36 Punktspielen und dem schlechtesten Torverhältnis aller 19 Teams von 38:94. 
Einen versöhnlichen Abschluss der Saison gab es mit dem Erreichen des Endspiels um den DDR-Fußballpokal. Zwar hatte Einheit Pankow die Halbfinalpartie mit 0:1 gegen Lok Stendal verloren, doch die Stendaler wurden anschließend wegen des Mitwirkens eines nicht spielberechtigten Akteurs disqualifiziert. So bestritten die Pankower mit Schmidt als Linksverteidiger das Finale gegen die SG Volkspolizei Dresden. Gegen den Vizemeister der abgelaufenen Saison war Einheit Pankow chancenlos und verlor mit 0:3.
In den Spielzeiten 1952/53 und 1953/54 spielte Radunski mit Einheit Pankow in der zweitklassigen DDR-Liga. 1954 stand die Mannschaft erneut auf einem Abstiegsplatz. Daraufhin gab die BSG Einheit ihre Fußballsektion an die BSG Lokomotive Lichtenberg ab. Diese übernahm auch den nun schon fast 30-jährigen Walter Radunski, der in der drittklassigen Bezirksliga Berlin für Lichtenberg als Torwart mitwirkte. In den höherklassigen Fußball kehrte er nicht mehr zurück. 